# Priesneriella seminole
Priesneriella seminole är en insektsart som först beskrevs av Ian A. Hood 1938.  Priesneriella seminole ingår i släktet Priesneriella och familjen rörtripsar. Inga underarter finns listade i Catalogue of Life.